# Peloribates magnisetosus
Peloribates magnisetosus är en kvalsterart som beskrevs av Hammer 1967. Peloribates magnisetosus ingår i släktet Peloribates och familjen Haplozetidae. Inga underarter finns listade i Catalogue of Life.